# ガンビールノキ
ガンビールノキ（学名：Uncaria gambir）は、アカネ科カギカズラ属の植物。この植物の葉及び若枝の乾燥水製エキスは、阿仙薬（あせんやく）という生薬の1種として用いられる（日本薬局方による）。別名はガンビール、ガンビール阿仙薬。阿仙薬は褐色でタンニン類を多く含み、整腸薬、収斂性止瀉薬、口腔清涼剤として用いる。身近な例では、正露丸、仁丹などに配合されている。
また、別種であるマメ科セネガリア属（旧アカシア属）のペグノキ Senegalia catechu を阿仙薬とすることがあるが、こちらはペグ阿仙薬ともいう。ペグ阿仙薬は、現在、輸入されていない。なおペグノキはカテキュー、ミモザなどの別名も持つが、ミモザはマメ科でアカシア属など数種の通称であり、必ずしもペグノキのことを指すとは限らない。
- ペグノキ Acacia catechu

## 歴史
元の忽思慧が編纂した『飲膳正要』（1330年）に「孩兒茶」の原名で収載されており、日本では江戸時代の松岡玄達の『用薬須知』(1726年)には「百薬煎、和名 阿仙薬和製を用う。泉州堺にてこれを製す....」とあり、阿仙薬は和名である。

## 成分
20～40%のカテキン、エピカテキンを含有するほか、フラボン、アルカロイド、樹脂、粘液などを含有する 。